# Love Never Felt So Good
〈Love Never Felt So Good〉은 미국의 음반 예술가 마이클 잭슨과 캐나다의 싱어송라이터 폴 앵카가 프로듀싱한 노래이다. 1980년에 처음 데모를 녹음하였으며, 마이클 잭슨이 죽은 뒤인 2014년 5월에 싱글이 발매되었다. 처음 공개된 노래는 조니 마티스가 1984년 음반 《Special Part of Me》에 수록하기 위해 녹음한 것으로, 앵카와 캐슬린 웨이크필드가 새롭게 가사를 썼다. 잭슨의 1980년판을 개작한 두 노래는 미국의 녹음 프로듀서 팀발랜드, 제롬 "제이록" 하몬, 존 맥클레인, 독일의 레코드 프로듀서 조르지오 트윈포트가 프로듀스하였으며, 잭슨의 두번째 사후 음반인 《Xscape》의 싱글 형태로 선행 공개하였다. 이 노래는 잭슨의 2009년 죽음 이후 잭슨과 앵카 간의 두번째 공동 작업곡이다.(첫 곡은 〈This Is It〉). 팀발랜드는 잭슨의 1979년 노래 〈Workin' Day and Night〉을 해당 트랙의 퍼커션과 숨소리를 이 노래에 샘플링하여 오마주하였다.

## 발매
2014년 4월 30일, 〈Love Never Felt So Good〉이 IHeart 라디오 뮤직 어워드에서 5월 1일 음반의 첫번째 싱글로 모습을 드러낸다는 소식이 알려졌다. 2014년 5월 1일 어워드 공연동안 미국의 알앤비 가수 어셔의 헌정으로 노래가 초연되었다. 싱글의 디지털 다운로드는 아이튠즈를 통해 EDT 기준 2014년 5월 2일 0:01부터 음반 버전과 저스틴 팀버레이크와의 듀엣 버전이 공개되었다. 싱글의 어반 라디오 방송국 공개일자는 2014년 5월 6일로 확인되었으나, 실제로는 2014년 5월 2일에 공개되었다. 5월 10일, 페데 르 그랑의 리믹스 버전이 대니 하워드가 진행하는 BBC 라디오 1 프로그램 댄스 앤섬을 통해 처음으로 공개되었다. 이 리믹스는 2014년 5월 19일 발매되었다.

## 평가
〈Love Never Felt So Good〉은 발매 후 평론가들로부터 좋은 평가를 받았다. 아이샤 해리스는 〈슬레이트〉를 통해 노래의 수준에 놀라워하며 팀버레이크의 버전을 "《Off The Wall》에서 가져온 것 같은 소리"라고 평했으며, 더 나아가 "프로듀서가 MJ 음악을 더 내놓는다면, 이런 좋은 소리를 계속 시도하길 바란다"라고  평했다. 아이돌레이터의 칼 윌롯은 듀엣 버전에 대해 긍정적인 전망을 내놓으며 다음과 같이 말했다. "[팀버레이크와 잭슨의] 목소리는 기분 나쁠 정도로 무시무시하고 자연스러운 결합을 위해 만들어진 것... 다른 굉장한 점은 이 노래가 단순한 이벤트가 아니라,  《Off The Wall》이나 《The 20/20 Experience》과 견주어도 위화감이 들지 않는 경쾌한 댄스 플로어 뽐내기라는 것이다." 《워싱턴 포스트》의 크리스 리처드는 잭슨의 솔로 버전에 대해서 "엄청나다. 쾌활하고, 달콤하고, 펑키하며 싫어하는게 거의 불가능에 가깝다"라고 평하는 한편, 팀버레이크 리믹스에 대해서는 "2010년 잭슨의 첫번째 사후 음반, 《Michael》이 밀려왔던 불쾌한 기분 전부를 마주했다."라는 의견을 남겼다. 《롤링 스톤》의 개빈 에드워즈는 "이 노래는 잭슨의 최고 작품은 아니더라도 이 노래보다 더 감명적인 여섯번째 싱글 〈Bad〉와 비슷하다."라고 말했다.
《컨택트뮤직》의 스테파니 체이스는 "이 노래는 그의 예술적 수완의 개척적이거나 비범한 예시는 아니지만, 《Xscape》가 잭슨과 그의 남긴 업적에 상응하는 헌정물의 역할을 할 것을 보여줄 좋은 징후다." 《야후 컨트리뷰터 네트워크》의 존 오브리엔은 이 싱글의 고전 디스코소울이 《Off The Wall》이나 《Thriller》에서 차용한 것으로 보인다고 말하였다.

## 상업적 성과
이 싱글은 영국 싱글 차트에서 발매 24시간 후인 2014년 5월 4일 27위를 기록하였다.
미국에서는 2014년 5월 4일 발매 당일 솔로와 듀엣 버전 모두 60,000 다운로드 이상을 기록하였으며, 프라이데이에서 처음 재생한 이후 3100만 명의 모든 포맷 라디오 청취자가 감상하였다. 노래는 iHeartRadio 뮤직 어워드에서 처음으로 공연된 뒤 클리어 채널이 판촉 협력을 시작하면서 2014년 5월 2일부터 팝, 어덜트, 알앤비/힙합 방송국을 통해 끊임없이 재생되어 라디오 재생 횟수에 크게 기여했으며, 빌보드 라디오 차트에서 어덜트 알앤비 노래(19위), 어덜트 컨템포러리(23위), 알앤비/힙합 라디오 방송(28위), 어덜트 팝 노래(40위)에 순위를 기록했다. 이 노래는 다운로드 80,000회와 358개 라디오 방송국에서 3400만 명 청취, 미국 스트리밍 190만 회를 달성하여 핫 100에 20위, 핫 알앤비/힙합 노래에 6위로 데뷔하였으며, 이것은 잭슨의 노래 중 2002년 싱글 〈Butterflies〉 이후로 가장 높은 순위다.
발매 첫 주 이후 101,000장을 추가로 판매하며 빌보드 디지털 노래 차트에서 6위를 달성하였으나, 주간 라디오 전체 감상자 수는 36%가 줄어든 2200만 명이 되어 라디오 노래 순위가 38위로 하락했으며, 이에 따라 노래의 둘째 주 핫 100 순위도 22위가 되었다.

## 트랙 목록
- 디지털 다운로드 – 솔로 버전[22]

1. 〈Love Never Felt So Good〉 – 3:54

- 디지털 다운로드 – 듀엣 버전[23]

1. 〈Love Never Felt So Good〉 (저스틴 팀버레이크) – 4:05

- 디지털 다운로드 – 페데 르 그랑 리믹스

1. 〈Love Never Felt So Good〉 (페데 르 그랑 리믹스) – 3:59

- CD 싱글

1. 〈Love Never Felt So Good〉 – 3:54
2. 〈Love Never Felt So Good〉 (저스틴 팀버레이크) – 4:05

- 디지털 다운로드 – DM Classic Radio Mix

1. 〈Love Never Felt So Good〉 (DM Classic Radio Mix) – 4:11

## 참여
- 작사, 작곡: 마이클 잭슨과 폴 앵카
- 편곡: 마이클 잭슨, 존 맥클레인, 프랑크 판 데어 헤이덴, 팀발랜드
- 프로듀스: 존 맥클레인, 마이클 잭슨, 조리지오 트윈포트
- 공동 프로듀스: 팀발랜드, 제롬 "제이록" 하몬, 저스틴 팀버레이크
- 부가 백그라운드 보컬: 저스틴 팀버레이크
- 키보드: 마이클 잭슨
- 호른: 레지먼트 호른

## 차트
| Chart (2014)                            | Peak position |
| --------------------------------------- | ------------- |
| 오스트레일리아 (ARIA)                   | 28            |
| 오스트리아 (Ö3 오스트리아 탑 40)        | 20            |
| 벨기에 (울트라탑 50 플랑드르)           | 4             |
| 벨기에 댄스 (울트라탑 플랑드르)         | 6             |
| 벨기에 어반 (울트라탑 플랑드르)         | 1             |
| 벨기에 (울트라탑 50 왈로니아)           | 6             |
| Brazil (Billboard Brasil Hot 100)       | 23            |
| 캐나다 (캐나디안 핫 100)                | 20            |
| Croatia (Croatian Airplay Radio Chart)  | 1             |
| 체코 (IFPI)                             | 7             |
| 체코 (싱글 디지털 Top 100)              | 57            |
| 덴마크 (트랙리슨)                       | 1             |
| 프랑스 (SNEP)                           | 2             |
| 독일 (미디어 컨트롤 AG)                 | 18            |
| Germany (Deutsche Black Charts)         | 1             |
| Greece (Billboard Greece Digital Songs) | 4             |
| 헝가리 (라디오 탑 40)                   | 8             |
| 헝가리 (싱글 Top 40)                    | 2             |
| 아일랜드 (IRMA)                         |               |
| 이스라엘 (미디어 포레스트)              | 1             |
| Italy (FIMI)                            | 4             |
| Lebanon (The Official Lebanese Top 20)  | 8             |
| 룩셈부르크 디지털 송 (빌보드)           | 6             |
| 네덜란드 (싱글 톱 100)                  | 2             |
| 뉴질랜드 (레코드 뮤직 NZ)               | 12            |
| 폴란드 (폴란드 에어플레이 탑 20)        | 13            |
| 폴란드 (댄스 탑 50)                     | 21            |
| 포르투갈 디지털 송 (빌보드)             | 3             |
| 스코틀랜드 (오피셜 차트 컴퍼니)         | 19            |
| 슬로바키아 (IFPI)                       | 25            |
| 88                                      |               |
| 남아프리카 공화국 (EMA)                 | 1             |
| 대한민국 (Gaon)                         | 1             |
| 스페인 (푸로무시카에)                   | 6             |
| 스웨덴 (스베리예토프리스탄)             | 57            |
| 스위스 (슈바이처 히트파라데)            | 15            |
| 영국 싱글 (오피셜 차트 컴퍼니)          | 8             |
| 미국 빌보드 핫 100                      | 9             |
| 미국 핫 알앤비/힙합 송 (빌보드)         | 5             |
| 미국 어덜트 컨템포러리 (빌보드)         | 7             |
| US Adult R&B Songs (Billboard)          | 1             |
| 미국 어덜트 탑 40 (빌보드)              | 13            |
| 미국 핫 댄스 클럽 송 (빌보드)           | 8             |
| 미국 팝 송 (빌보드)                     | 19            |

## 발매일
| 국가     | 발매일          | 포맷                     | 버전                    | 레이블   |
| -------- | --------------- | ------------------------ | ----------------------- | -------- |
| 이탈리아 | 2014년 5월 2일  | 컨템포러리 히트 라디오   | 솔로 [ 65 ] 듀엣 [ 66 ] | 에픽     |
| 미국     | 2014년 5월 2일  | 디지털 다운로드          | 솔로 [ 22 ] 듀엣 [ 23 ] | 에픽 MJJ |
| 미국     | 2014년 5월 6일  | 컨템포러리 히트 라디오   | 듀엣                    | 에픽     |
| 미국     | 2014년 5월 6일  | 어덜트 컨템포러리 라디오 | 솔로 [ 68 ] 듀엣 [ 68 ] | 에픽     |
| 미국     | 2014년 5월 6일  | 어반 컨템포러리 라디오   | 솔로                    | 에픽     |
| 미국     | 2014년 5월 19일 | 디지털 다운로드          | 페데 르 그랑 리믹스     | MJJ      |
| 독일     | 2014년 5월 30일 | CD 싱글                  | 솔로 [ 71 ] 듀엣 [ 71 ] | 소니     |

## 인증
| 국가                                                                                         | 인증          | 판매량/출하량 |
| -------------------------------------------------------------------------------------------- | ------------- | ------------- |
| 벨기에 (BEA)                                                                                 | 골드          | 15,000*       |
| 덴마크 (IFPI Danmark)                                                                        | 골드          | 45,000^       |
| 이탈리아 (FIMI)                                                                              | 플래티넘      | 30,000*       |
| 멕시코 (AMPROFON)                                                                            | 플래티넘+골드 | 90,000*       |
| 영국 (BPI)                                                                                   | 플래티넘      | 600,000       |
| 미국 (RIAA)                                                                                  | 플래티넘      | 1,110,000     |
| *판매량을 기반으로 한 인증 · ^출하량을 기반으로 한 인증 · 판매량+스트리밍을 기반으로 한 인증 |               |               |